# Căianu Mic (okręg Kluż)
Căianu Mic (węg. Kiskályán) – wieś w Rumunii, w okręgu Kluż, w gminie Căianu. W 2011 roku liczyła 197 mieszkańców.